# Décès en 1004
Décès
- 1000
- 1001
- 1002
- 1003
- 1004
- 1005
- 1006
- 1007
- 1008

Cette page dresse une liste de personnalités mortes au cours de l'année 1004 :
- 21 octobre : Guillaume de Marseille, deuxième vicomte de Marseille.
- 4 novembre : Otton, duc de Carinthie[1].
- 13 novembre : Abbon de Fleury meurt assassiné à La Réole[2].

- Adélaïde d'Aquitaine, épouse d'Hugues Capet.
- Adérald, évêque de Troyes et saint de l’Église catholique.
- Centulle III de Béarn, vicomte de Béarn.
- Thibaut II de Blois, comte de Blois. Son frère, Eudes II de Blois, lui succède.
- Widukind de Corvey, écrivain (né en 925), auteur des Res Gestae Saxonicae, ouvrage historique en latin qui rapporte les hauts faits de la dynastie ottonienne[3].
- Eochaid ua Flannacáin (en), religieux et poète irlandais.
- Abbon de Fleury, moine bénédictin réformateur, abbé de Fleury.
- Gisilher (en), archevêque de Magdebourg.
- Guy Ier de Mâcon, comte de Mâcon et héritier du comté de Bourgogne.
- Henry, comte de Walbeck (en).
- Li (impératrice) (en).
- Judicaël de Nantes, comte de Nantes.
- Khusrau Shah (en), roi des Justanids (en).
- Li Jiqian, rebelle de la dynastie Song qui organisa un soulèvement en 982.
- Manson Ier d'Amalfi, duc d’Amalfi et prince de Salerne.
- Frédéric de Saxe, cardinal allemand de l'Église catholique.
- Soběslav (en).
- Wulfric Spot, noble anglo-saxon.

## Crédit d'auteurs
- Cet article est partiellement ou en totalité issu de l'article intitulé « 1004 » (voir la liste des auteurs).